# Burmoniscus meeusei
Burmoniscus meeusei är en kräftdjursart som först beskrevs av Lipke Bijdeley Holthuis 1946.  Burmoniscus meeusei ingår i släktet Burmoniscus och familjen Philosciidae. Inga underarter finns listade i Catalogue of Life.